# Tarenna sylvicola
Tarenna sylvicola là một loài thực vật có hoa trong họ Thiến thảo. Loài này được (Ridl.) Merr. miêu tả khoa học đầu tiên năm 1934.